# Campeonato de Fútbol Playa de Concacaf de 2023
El Campeonato de Fútbol Playa de Concacaf de 2023 fue la décima edición oficial entre selecciones de fútbol playa organizada por la Concacaf. Se llevó a cabo en Nasáu, Bahamas, entre el 8 y 14 de mayo, además sirvió como clasificatorio para la Copa Mundial de Fútbol Playa FIFA 2023 que se celebrará en Emiratos Árabes Unidos.

## Equipos participantes
| Equipos participantes | Equipos participantes | Equipos participantes | Equipos participantes |
| --------------------- | --------------------- | --------------------- | --------------------- |
| Bahamas               | República Dominicana  | Guatemala             | Trinidad y Tobago     |
| Belice                | El Salvador           | México                | Islas Turcas y Caicos |
| Costa Rica            | Guadalupe             | Panamá                | Estados Unidos        |

## Sistema de competición
En la primera ronda del torneo se formaron tres  grupos de cuatro integrantes que jugaron todos contra todos. Clasificaron los dos primeros puestos de cada grupo y los dos mejores terceros puestos a la siguiente ronda. Esta fase fue de eliminatoria directa con cuartos de final, semifinales y final, en la que los dos equipos clasificados obtuvieron el cupo a la Copa Mundial. Al ganador de un encuentro se le otorgaron tres puntos por el triunfo en tiempo reglamentario, dos puntos tras una prórroga, y uno por superar al equipo rival en tiros desde el punto penal.

## Sorteo
El sorteo de los grupos se llevó a cabo el 17 de marzo del 2023
| Bombo 1                           | Bombo 2                   | Bombo 3                               | Bombo 4                                           |
| --------------------------------- | ------------------------- | ------------------------------------- | ------------------------------------------------- |
| México El Salvador Estados Unidos | Panamá Bahamas Costa Rica | Guatemala Trinidad y Tobago Guadalupe | Belice Islas Turcas y Caicos República Dominicana |

### Grupos
Tras el sorteo, los grupos quedaron de la siguiente manera:
| Grupo A                                                | Grupo B                         | Grupo C                                                      |
| ------------------------------------------------------ | ------------------------------- | ------------------------------------------------------------ |
| El Salvador Costa Rica Guadalupe Islas Turcas y Caicos | México Bahamas Guatemala Belice | Estados Unidos Panamá Trinidad y Tobago República Dominicana |

## Primera fase
- Los horarios corresponden a la hora de Bahamas (UTC-4).
- Ítems: Pts: puntos; J: jugados; G: ganados; E: empatados; P: perdidos; GF: goles a favor; GC: goles en contra; Dif: diferencia de goles.

### Grupo A
| Equipo                | Pts | PJ | PG | PG++ | PG+ | PP | GF | GC | Dif |
| --------------------- | --- | -- | -- | ---- | --- | -- | -- | -- | --- |
| El Salvador           | 9   | 3  | 3  | 0    | 0   | 0  | 27 | 5  | +22 |
| Costa Rica            | 6   | 3  | 2  | 0    | 0   | 1  | 19 | 14 | +5  |
| Islas Turcas y Caicos | 3   | 3  | 1  | 0    | 0   | 2  | 10 | 23 | -13 |
| Guadalupe             | 0   | 3  | 0  | 0    | 0   | 3  | 9  | 23 | -14 |

| 8 de mayo de 2023, 15:00 | Guadalupe                                                           | 5:8     | Costa Rica                                                                                          | Malcolm Park Beach Soccer Facility, Nasáu |                               |
|                          | D. Bordelai 6' 29' · R. Mezence 14' · G. Lubin 27' · S. Amadiah 33' | Reporte | 5' J. Sánchez · 6' R. Mora · 13' G. Pacheco · 24' 26' 27' L. Calero · 31' C. Prado · 35' C. Sánchez | Árbitro(s): Fernando Calvillo             | Árbitro(s): Fernando Calvillo |

| 8 de mayo de 2023, 16:30 | Turcas y Caicos                              | 3:10    | El Salvador                                                                                      | Malcolm Park Beach Soccer Facility, Nasáu |                          |
|                          | P. Brooks 4' · B. Forbes 12' · L. Jerome 35' | Reporte | 2' 34' J. Urbina · 3' 16' 23' E. Perdomo · 6' 23' 31' F. Velásquez · 12' H. Ramos · 19' R. Rauda | Árbitro(s): Arián Crespo                  | Árbitro(s): Arián Crespo |

| 9 de mayo de 2023, 15:00 | Costa Rica                                                                                  | 10:2    | Turcas y Caicos   | Malcolm Park Beach Soccer Facility, Nasáu |                           |
|                          | C. Prado 7' · D. Peña 10' · L. Calero 11' 25' 30' · G. Pacheco 13' · Roger Mora 19' 27' 33' | Reporte | 10' 32' B. Forbes | Árbitro(s): Simón Estrada                 | Árbitro(s): Simón Estrada |

| 9 de mayo de 2023, 16:30 | Guadalupe    | 1:10    | El Salvador | Malcolm Park Beach Soccer Facility, Nasáu |                            |
|                          | G. Lubin 35' | Reporte | 3' 13' 28' 35' J. Urbina · 9' 18' R. Rauda · 14' 16' E. Perdomo · 23' A. Osorio · 23' A. Osorio · 32' H. Ramos | Árbitro(s): Erlis Bermúdez                | Árbitro(s): Erlis Bermúdez |

| 10 de mayo de 2023, 15:00 | Turcas y Caicos                                                    | 5:3     | Guadalupe                                        | Malcolm Park Beach Soccer Facility, Nasáu |                                 |
|                           | P. Evariste 3' · W. Sylvins 16' · D. Wiles 23' · B. Forbes 28' 30' | Reporte | 23' S. Hell · 26' G. Geolier · 34' Marvin Quinol | Árbitro(s): Juan Andrés Ángeles           | Árbitro(s): Juan Andrés Ángeles |

| 10 de mayo de 2023, 16:30 | Costa Rica    | 1:7     | El Salvador                                                                | Malcolm Park Beach Soccer Facility, Nasáu |                                |
|                           | L. Calero 10' | Reporte | 4' 21' J. Urbina · 12' A. Cruz · 15' 23' 33' E. Perdomo · 19' F. Velásquez | Árbitro(s): Gumercindo Batista            | Árbitro(s): Gumercindo Batista |

### Grupo B
| Equipo    | Pts | PJ | PG | PG++ | PG+ | PP | GF | GC | Dif |
| --------- | --- | -- | -- | ---- | --- | -- | -- | -- | --- |
| México    | 9   | 3  | 3  | 0    | 0   | 0  | 15 | 9  | +6  |
| Bahamas   | 4   | 3  | 1  | 0    | 1   | 1  | 12 | 9  | +3  |
| Guatemala | 3   | 3  | 1  | 0    | 0   | 2  | 8  | 10 | -2  |
| Belice    | 0   | 3  | 0  | 0    | 0   | 3  | 6  | 13 | -7  |

| 8 de mayo de 2023, 18:00 | Belice                       | 2:4     | México                                               | Malcolm Park Beach Soccer Facility, Nasáu |                           |
|                          | K. Catillo 10' · J. Mena 21' | Reporte | 1' 2' H. Acevedo · 11' C. Castillo · 17' D. Martínez | Árbitro(s): Marco Navarro                 | Árbitro(s): Marco Navarro |

| 8 de mayo de 2023, 19:30 | Bahamas                                                                    | 2:2 (t. s.)(5:4 p.)        | Guatemala                                                                       | Malcolm Park Beach Soccer Facility, Nasáu |                                |
|                          | L. Fleur 23' · W. Julmis 30'                                               | Reporte                    | 19' J. Flores · 27' M. González                                                 | Árbitro(s): Gumercindo Batista            | Árbitro(s): Gumercindo Batista |
|                          |                                                                            | Tiros desde el punto penal |                                                                                 |                                           |                                |
|                          | W. Julmis · J. Thompson · K. Williams · L. Fleur · G. Christie · G. Joseph |                            | P. Crocker · W. González · J. Flores · J. González · M. González · B. Marroquín |                                           |                                |

| 9 de mayo de 2023, 18:00 | México                                                                                               | 6:3     | Guatemala                                    | Malcolm Park Beach Soccer Facility, Nasáu |                                 |
|                          | A. García 4' · E. Portilla 11' · J. Vizcarra 23' · C. Castillo 24' · G. Macías 24' · D. Martínez 26' | Reporte | 5' B. Marroquín · 16' J. Flores · 35' J. Lem | Árbitro(s): Juan Andrés Ángeles           | Árbitro(s): Juan Andrés Ángeles |

| 9 de mayo de 2023, 19:30 | Bahamas                                                               | 6:2     | Belice             | Malcolm Park Beach Soccer Facility, Nasáu |                         |
|                          | J. Thompson 7' 14' · J. Francois 9' · K. Williams 32' · E. Julmis 35' | Reporte | 9' 18' K. Martínez | Árbitro(s): Luis Torres                   | Árbitro(s): Luis Torres |

| 10 de mayo de 2023, 18:00 | Guatemala                                     | 3:2     | Belice                         | Malcolm Park Beach Soccer Facility, Nasáu |                         |
|                           | Á. Sáenz 5' · P. Crocker 8' · M. González 27' | Reporte | 26' R. Ramos · 33' K. Castillo | Árbitro(s): Jorge Tuñón                   | Árbitro(s): Jorge Tuñón |

| 10 de mayo de 2023, 19:30 | México                                                  | 5:4     | Bahamas                                                          | Malcolm Park Beach Soccer Facility, Nasáu |                              |
|                           | J. Vizcarra 7' · D. Martínez 8' 30' · G. Macías 14' 21' | Reporte | 7' W. Julmis · 20' J. Thompson · 30' G. Joseph · 32' K. Williams | Árbitro(s): Gonzalo Carballo              | Árbitro(s): Gonzalo Carballo |

### Grupo C
| Equipo               | Pts | PJ | PG | PG++ | PG+ | PP | GF | GC | Dif |
| -------------------- | --- | -- | -- | ---- | --- | -- | -- | -- | --- |
| Estados Unidos       | 9   | 3  | 3  | 0    | 0   | 0  | 22 | 4  | +18 |
| Panamá               | 6   | 3  | 2  | 0    | 0   | 1  | 11 | 7  | +4  |
| Trinidad y Tobago    | 3   | 3  | 1  | 0    | 0   | 2  | 6  | 10 | -4  |
| República Dominicana | 0   | 3  | 0  | 0    | 0   | 3  | 4  | 22 | -18 |

| 8 de mayo de 2023, 12:00 | Trinidad y Tobago | 1:2     | Panamá                          | Malcolm Park Beach Soccer Facility, Nasáu |                        |
|                          | K. Perry 21'      | Reporte | 29' A. Maquensi · 32' J. Watson | Árbitro(s): Mario Nava                    | Árbitro(s): Mario Nava |

| 8 de mayo de 2023, 13:30 | Estados Unidos | 11:1    | República Dominicana | Malcolm Park Beach Soccer Facility, Nasáu |                              |
|                          | N. Perera 3' 18' 25' 33' · R. Carvalho 7' · G. Silveira 13' · T. Canale 21' · Á. Franco 23' 32' 33' · Antonio Chávez 29' | Reporte | 30' Yan Lluberes     | Árbitro(s): Gonzalo Carballo              | Árbitro(s): Gonzalo Carballo |

| 9 de mayo de 2023, 12:00 | Panamá                                                                       | 8:1     | República Dominicana | Malcolm Park Beach Soccer Facility, Nasáu |                         |
|                          | J. Londoño 6' 15' · J. Watson 15' 22' · A. Kelly 19' 30' · R. García 26' 32' | Reporte | 28' Yan Lluberes     | Árbitro(s): Julio Ramos                   | Árbitro(s): Julio Ramos |

| 9 de mayo de 2023, 13:30 | Estados Unidos                                                                        | 6:2     | Trinidad y Tobago             | Malcolm Park Beach Soccer Facility, Nasáu |                          |
|                          | N. Perea 3' 23' · N. Perera 10' · R. Carvalho 12' · G. Silveira 18' · C. Albiston 22' | Reporte | 24' A. Gregory · 34' K. Perry | Árbitro(s): Diego Nájera                  | Árbitro(s): Diego Nájera |

| 10 de mayo de 2023, 12:00 | República Dominicana           | 2:3     | Trinidad y Tobago                              | Malcolm Park Beach Soccer Facility, Nasáu |                           |
|                           | Y. Severino 6' · M. Moreta 14' | Reporte | 9' S. Hospedales · 32' Z. Coker · 35' J. Riley | Árbitro(s): Marco Navarro                 | Árbitro(s): Marco Navarro |

| 10 de mayo de 2023, 13:30 | Panamá         | 1:5     | Estados Unidos                                                       | Malcolm Park Beach Soccer Facility, Nasáu |                        |
|                           | J. Londoño 21' | Reporte | 4' 9' N. Perera · 22' T. Canale · 33' C. Toth · 35' Gabriel Silveira | Árbitro(s): Jai Robles                    | Árbitro(s): Jai Robles |

### Mejores terceros
Los dos mejores de los terceros puestos avanzaron a la segunda ronda.
| N.º | Equipo                | Gr | Pts | PJ | PG | PG++ | PG+ | PP | GF | GC | Dif |
| --- | --------------------- | -- | --- | -- | -- | ---- | --- | -- | -- | -- | --- |
| 1.  | Guatemala             | B  | 3   | 3  | 1  | 0    | 0   | 2  | 8  | 10 | -2  |
| 2.  | Trinidad y Tobago     | C  | 3   | 3  | 1  | 0    | 0   | 2  | 6  | 10 | -4  |
| 3.  | Islas Turcas y Caicos | A  | 3   | 3  | 1  | 0    | 0   | 2  | 10 | 23 | -13 |

## Segunda fase
|  | Cuartos de final  | Cuartos de final |                |             | Semifinales | Semifinales |             |                | Final        | Final      |  |
|  | 12 de mayo        | 12 de mayo       |                |             | 13 de mayo  | 13 de mayo  |             |                | 14 de mayo   | 14 de mayo |  |
|  |                   |                  |                |             |             |             |             |                |              |            |  |
|  |                   |                  |                |             |             |             |             |                |              |            |  |
|  | El Salvador       | 7                |                |             |             |             |             |                |              |            |  |
|  | El Salvador       | 7                |                |             |             |             |             |                |              |            |  |
|  | Guatemala         | 2                |                |             |             |             |             |                |              |            |  |
|  | Guatemala         | 2                |                | El Salvador | 2           |             |             |                |              |            |  |
|  |                   |                  |                | El Salvador | 2           |             |             |                |              |            |  |
|  |                   |                  | Estados Unidos | 5           |             |             |             |                |              |            |  |
|  | Estados Unidos    | 5                | Estados Unidos | 5           |             |             |             |                |              |            |  |
|  | Estados Unidos    | 5                |                |             |             |             |             |                |              |            |  |
|  | Costa Rica        | 4                |                |             |             |             |             |                |              |            |  |
|  | Costa Rica        | 4                |                |             |             |             |             | Estados Unidos | 5            |            |  |
|  |                   |                  |                |             |             |             |             | Estados Unidos | 5            |            |  |
|  |                   |                  | México         | 0           |             |             |             |                |              |            |  |
|  | México            | 2                | México         | 0           |             |             |             |                |              |            |  |
|  | México            | 2                |                |             |             |             |             |                |              |            |  |
|  | Trinidad y Tobago | 0                |                |             |             |             |             |                |              |            |  |
|  | Trinidad y Tobago | 0                |                | México      | 3           |             |             | Tercer lugar   | Tercer lugar |            |  |
|  |                   |                  |                | México      | 3           |             |             | Tercer lugar   | Tercer lugar |            |  |
|  |                   |                  | Bahamas        | 2           |             |             |             |                |              |            |  |
|  | Panamá            | 2                | Bahamas        | 2           |             |             | El Salvador | 3              |              |            |  |
|  | Panamá            | 2                |                |             |             |             | El Salvador | 3              |              |            |  |
|  | Bahamas           | 4                |                |             |             |             |             |                | Bahamas      | 2          |  |
|  | Bahamas           | 4                |                |             |             |             |             |                | Bahamas      | 2          |  |
|  |                   |                  |                |             |             |             |             |                |              |            |  |

### Cuartos de final
| 12 de mayo de 2023 | Estados Unidos                                                 | 5:4     | Costa Rica                                                  | Malcom Park Beach Soccer Facility, Nasáu |                         |
| 15:00              | C. Rezende 3' · T. Canale 7' · G. Silveira 32' · J. Medina 35' | Reporte | 8' R. Mora · 11' L. Calero · 24' G. Pacheco · 33' J. Medina | Árbitro(s): Jorge Tuñón                  | Árbitro(s): Jorge Tuñón |

| 12 de mayo de 2023 | El Salvador                                                                         | 7:2     | Guatemala                   | Malcom Park Beach Soccer Facility, Nasáu |                         |
| 16:30              | H. Ramos 2' 33' · E. Perdomo 7' 24' · J. Urbina 16' · A. Cruz 16' · M. González 27' | Reporte | 14' J. Lem · 16' P. Crocker | Árbitro(s): Jair Robles                  | Árbitro(s): Jair Robles |

| 12 de mayo de 2023 | Panamá                               | 2:4     | Bahamas                                           | Malcom Park Beach Soccer Facility, Nasáu |                          |
| 18:00              | N. del Rosario 14' · L. Quintero 20' | Reporte | 6' 15' K. Williams · 9' G. Joseph · 29' M. Butler | Árbitro(s): Arián Crespo                 | Árbitro(s): Arián Crespo |

| 12 de mayo de 2023 | México                           | 2:0     | Trinidad y Tobago | Malcom Park Beach Soccer Facility, Nasáu |                           |
| 19:30              | C. Castillo 28' · H. Acevedo 32' | Reporte |                   | Árbitro(s): Marco Navarro                | Árbitro(s): Marco Navarro |

### Semifinales
| 13 de mayo de 2023 | El Salvador                     | 2:5     | Estados Unidos                                                    | Malcom Park Beach Soccer Facility, Nasáu |                                |
| 18:00              | H. Ramos 24' · F. Velásquez 32' | Reporte | 2' 24' N. Perera · 19' N. Perea · 26' G. Silveira · 30' T. Canale | Árbitro(s): Gumercindo Batista           | Árbitro(s): Gumercindo Batista |

| 13 de mayo de 2023 | México                                           | 3:2     | Bahamas                       | Malcom Park Beach Soccer Facility, Nasáu |                                 |
| 19:30              | J. Francois 4' · E. Portilla 10' · G. Macías 35' | Reporte | 23' M. Butler · 30' W. Julmis | Árbitro(s): Juan Andrés Ángeles          | Árbitro(s): Juan Andrés Ángeles |

### Definición del tercer lugar
| 14 de mayo de 2023 | El Salvador                      | 3:2     | Bahamas                           | Malcom Park Beach Soccer Facility, Nasáu |                        |
| 18:00              | H. Ramos 12' · J. Urbina 15' 18' | Reporte | 20' J. Thompson · 33' K. Williams | Árbitro(s): Mario Nava                   | Árbitro(s): Mario Nava |

### Final
| 14 de mayo de 2023 | México | 0:5     | Estados Unidos                                                       | Malcom Park Beach Soccer Facility, Nasáu |                              |
| 19:30              |        | Reporte | 3' 34' G. Silveira · 22' N. Perera · 22' R. Carvalho · 31' T. Canale | Árbitro(s): Gonzalo Carballo             | Árbitro(s): Gonzalo Carballo |

|                                    |
| Bandera de Estados Unidos          |
| Campeón Estados Unidos 3.er título |

## Goleadores
| Jugador          | Selección      | Goles |
| ---------------- | -------------- | ----- |
| Jason Urbina     | El Salvador    | 11    |
| Nick Perera      | Estados Unidos | 9     |
| Lonis Calero     | Costa Rica     | 9     |
| Exon Perdomo     | El Salvador    | 9     |
| Gabriel Silveira | Estados Unidos | 8     |
| Frank Velásquez  | El Salvador    | 6     |
| Heber Ramos      | El Salvador    | 6     |

## Estadísticas

### Tabla general
| Pos. | Equipo                | Pts | PJ | PG | PG+ | PP | GF | GC | Dif |
| ---- | --------------------- | --- | -- | -- | --- | -- | -- | -- | --- |
| 1    | Estados Unidos        | 18  | 6  | 6  | 0   | 0  | 37 | 10 | +27 |
| 2    | México                | 15  | 6  | 5  | 0   | 1  | 20 | 16 | +4  |
| 3    | El Salvador           | 15  | 6  | 5  | 0   | 1  | 39 | 14 | +25 |
| 4    | Bahamas               | 7   | 6  | 2  | 1   | 3  | 20 | 17 | +3  |
| 5    | Costa Rica            | 6   | 4  | 2  | 0   | 2  | 23 | 19 | +4  |
| 6    | Panamá                | 6   | 4  | 2  | 0   | 2  | 13 | 10 | +3  |
| 7    | Trinidad y Tobago     | 3   | 4  | 1  | 0   | 3  | 6  | 12 | -6  |
| 8    | Guatemala             | 3   | 4  | 1  | 0   | 3  | 10 | 17 | -7  |
| 9    | Islas Turcas y Caicos | 3   | 3  | 1  | 0   | 2  | 10 | 23 | -13 |
| 10   | Belice                | 0   | 3  | 0  | 0   | 3  | 6  | 13 | -7  |
| 11   | Guadalupe             | 0   | 3  | 0  | 0   | 3  | 9  | 23 | -14 |
| 12   | República Dominicana  | 0   | 3  | 0  | 0   | 3  | 4  | 22 | -18 |

## Premios y reconocimientos

### Balón de Oro
| Jugador     | Selección      |
| Nick Perera | Estados Unidos |
| ----------- | -------------- |

### Mejor goleador
| Jugador      | Selección   | Goles |
| Jason Urbina | El Salvador | 11    |
| ------------ | ----------- | ----- |

### Guante de Oro
| Jugador        | Selección |
| Gabriel Macías | México    |
| -------------- | --------- |

### Premio al juego limpio
| Selección |
| Bahamas   |
| --------- |

## Clasificados a la Copa Mundial de Fútbol Playa 2023
| Bandera de Estados Unidos | Bandera de México |
| Estados Unidos            | México            |
| Campeón                   | Subcampeón        |